# Doug Lawrence (Saxophonist)
Doug Lawrence (* 11. Oktober 1956 in Lake Charles) ist ein US-amerikanischer Jazzmusiker.

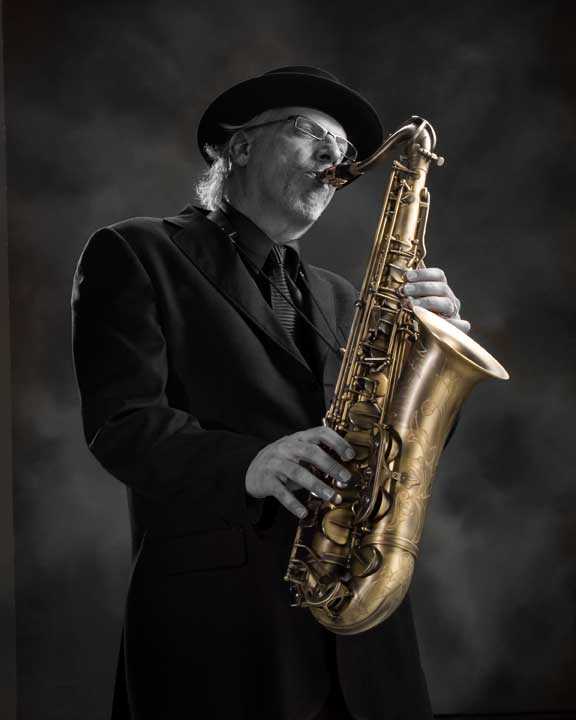
Doug Lawrence; 2006

Lawrence ist seit den frühen 1970er-Jahren als Saxophonist tätig und hat in der Zeit mit einigen bekannten Künstlern zusammengearbeitet wie zum Beispiel Tony Bennett, Aretha Franklin, Nancy Wilson, Benny Goodman, Ray Charles, Rosemary Clooney, Sarah Vaughan, Buck Clayton, Ella Fitzgerald, Roy Eldridge, Benny Carter, Bobby Short und Loren Schoenberg. Gelegentlich leitete er eigene Gruppen. Seit 1997 spielte er Tenorsaxophon im Count Basie Orchestra (Ghost Band), mit dem er auch auf Welttournee war, des Weiteren mit  Butch Miles (Straight on Till Morning, 2003). Zwischen 2009 und 2012 war er zudem in der Broadway-Show ComeFlyAway als Solist zu erleben. Im Bereich des Jazz war er zwischen 1972 und 2020 an 37 Aufnahmesessions beteiligt.

## Diskographische Hinweise
- Doug Lawrence Trio (1989), mit James Chirillo, Dave Leone
- Soul Carnival (1998), mit Tardo Hammer, Ray Macchiarola, John Webber, Leroy Williams
- High Heel Sneakers (1998), mit Peter Bernstein, Adam Scone, Dennis Irwin, John Webber, Willie Jones, III, Eddie Bobe, Patato Valdés
- Street Wise (2001), mit Dan Trudell, Ray Macchiarola, George Fludas